# Ioan Manoliu

Ioan Manoliu.

Ioan Manoliu a fost un militar român.
În perioada 1896-1898, Ioan Manoliu a îndeplinit funcția de comandant al Jandarmeriei Române.